# Charles Pépin
Charles Pépin es un filósofo y novelista francés.
Nació en Saint-Cloud en 1973.
Es autor de varios bestsellers, como Les Vertus de l’échec (Allary Éditions, 2016), La Confiance en soi (Allary Éditions, 2018) y La Planète des sages (Dargaud, 2011 y 2015).
Es licenciado en Filosofía por Sciences Po París (1994) y HEC París (Grande École 1997). Ha enseñado Filosofía en la Maison d'éducation de la Légion d'honneur (Saint Denis) y en el Institut d'études politiques de París.
Publicó su primera novela, Descente en 1999, seguida de Les Infidèles en 2003.